# Cinnamomum chekiangense
Cinnamomum chekiangense là loài thực vật có hoa trong họ Nguyệt quế. Loài này được Nakai miêu tả khoa học đầu tiên năm 1939.